# Ilka Pacovská
Ilka Pacovská (* 1954) je česká knihovnice a spisovatelka. Pracovala ve Státní technické knihovně.
V roce 2004 začala na internetu uveřejňovat fantasy ságu Sedmý smysl, která následně začala vycházet i knižně.

## Dílo
Nejvýraznějším autorčiným dílem je desetidílná fantasy sága pro mládež Sedmý smysl
- Ostrov zasvěcení (knižně 2012)
- Smrt kouzelného džina (2012)
- Únosce draků (2013)
- Vrať drakovi, co je jeho (2013)
- Průvodce ztracených (2014)
- Otrocká krása (2014)
- Zlodějíček z pátých hradeb (2015)
- Dračí cejch (2015)
- Bez práva na život (2015)
- Naučte mě zabít draka (2018)

### Sedmý smysl
Hlavní hrdinové příběhu jsou tři sirotci Hanka, Rafan a Sváťa, kteří vyrůstají v sirotčinci s nevýstižným názvem: Útulný domov. Na žádost neznámé osoby jsou vysvobozeni kouzelným džinem Vronem, který je seznámí s magickou stránkou jejich světa. Jelikož mají všichni tři magické nadání (sedmý smysl), jsou přijati na magickou školu v Santareně, kde se učí rozvíjet a ovládat jejich magickou sílu. V tomto světě nechybí ani draci, jednorožci, sirény a mnoho dalších.
Příběh zpočátku vykazuje lehkou inspiraci Harrym Potterem – zvláště ve školním bodování – což přiznává i autorka.